# Giovanni De Giorgi (militare)
Giovanni De Giorgi (Galatone, 19 giugno 1970 – Cesa, 15 giugno 1993) è stato un militare italiano, carabiniere insignito di medaglia d'oro al valor militare.
Dopo aver conseguito la Licenza media, svolse attività lavorative nel commercio e successivamente assolse agli obblighi di leva nella Marina Militare, presso lo Stabilimento di Munizionamento Navale di Taranto fino al 22 aprile 1991. Si arruolò nell’Arma dei Carabinieri diventando effettivo il 28 maggio 1992. Fu assegnato alla Legione di Napoli e prestò servizio presso la Stazione Carabinieri di Cesa (CE).
Nella notte del 15 giugno 1993, durante una sparatoria seguita a una rapina a Cesa, fu coinvolto in un drammatico conflitto a fuoco. Nonostante fosse gravemente ferito, riuscì a rispondere al fuoco, colpendo mortalmente uno dei banditi e ferendone un altro. Giovanni De Giorgi perse la vita in quella notte. I malviventi furono poi catturati e la refurtiva recuperata.
Alla sua memoria sono intitolate le caserme sedi delle Stazioni Carabinieri di Caivano (NA), Gricignano di Aversa (CE), dal 26 febbraio 2008, Ruffano (LE), dal 31 marzo 2010.